# Xigu, Shanxi
Xigu (kinesiska: 西谷, 西谷乡) är en socken i Kina. Den ligger i provinsen Shanxi, i den norra delen av landet, omkring 36 kilometer sydväst om provinshuvudstaden Taiyuan. Antalet invånare är 19 086. Befolkningen består av 9 488 kvinnor och 9 598 män. Barn under 15 år utgör 16,0 %, vuxna 15-64 år 73 %, och äldre över 65 år 9,0 %.
Genomsnittlig årsnederbörd är 616 millimeter. Den regnigaste månaden är juli, med i genomsnitt 207 mm nederbörd, och den torraste är januari, med 3 mm nederbörd.